# Lore Noack-Heuck
Ellen-Lore Noack-Heuck, geb. Heuck, (* 25. Dezember 1901 in Ludwigshafen am Rhein; † 6. Juni 1973 in Freiburg im Breisgau) war eine deutsche Kunsthistorikerin.
Lore Heuck war die Tochter des Chemikers Dr. Richard Heuck und seiner Ehefrau Erna, geb. Rudloff. Sie besuchte bis zum Abitur Ostern 1921 das Realgymnasium der Liselotteschule in Mannheim. Anschließend studierte sie Kunstgeschichte in Heidelberg, Berlin, München und Freiburg, wo sie am 19. Dezember 1927 bei Hans Jantzen promoviert wurde.
1928 heiratete sie den Kunsthistoriker Werner Noack (1888–1969), von 1922 bis 1953 Direktor des Augustinermuseums in Freiburg im Breisgau. Sie forschte und publizierte zur Kunstgeschichte Freiburgs und Südwestdeutschlands.

## Veröffentlichungen (Auswahl)
- Die Farbe in der französischen Kunsttheorie des 17. Jahrhunderts. J. H. E. Heitz, Straßburg 1929 (Dissertation, mit Lebenslauf).
- Neues über Leben und Werk des Freiburger Bildhauers Joseph Hörr. In: Oberrheinische Kunst 6, 1934, S. 256–271.
- Die Statuen des Schussenrieder Bibliothekssaales. In: Oberrheinische Kunst 8, 1939, S. 144–153.
- Winterhalder, Johann Michael. In: Hans Vollmer (Hrsg.): Allgemeines Lexikon der Bildenden Künstler von der Antike bis zur Gegenwart. Begründet von Ulrich Thieme und Felix Becker. Band 36: Wilhelmy–Zyzywi. E. A. Seemann, Leipzig 1947, S. 84 (biblos.pk.edu.pl).
- Die Immaculata am Haus zur lieben Hand in Freiburg i. Br. In: Das Münster 4, 1951, S. 287–291.
- Die Reliquienbüsten der Freiburger Zünfte. In: Badische Heimat 31, 1951, S. 132–137
- Zwei neuentdeckte Ölskizzen Christian Wenzingers. In: Schau-ins-Land. Jahresheft des Breisgau-Geschichtsvereins Schauinsland 72, 1954, S. 122–125 (Digitalisat)
- Johanns Acherts Werke in den Fürstlich Fürstenbergischen Sammlungen. In: Schriften des Vereins für Geschichte und Naturgeschichte der Baar 24, 1956, S. 154–158.
- Die Beweinungsgruppe des Fidelis Sporer. In: Städel-Jahrbuch N.F. 2, 1969, S. 243–254.
- Zum Werk des Konstanzer Bildschnitzers Christoph Daniel Schenck und seiner Werkstatt. In: Das Münster 23, 1970, S. 28–40.
- Zwei Bozzetti von Johann Joseph Christian im Badischen Landesmuseum zu Karlsruhe. In: Jahrbuch der Staatlichen Kunstsammlungen in Baden-Württemberg 7, 1970, S. 85–92.

| Personendaten    | Personendaten                                            |
| ---------------- | -------------------------------------------------------- |
| NAME             | Noack-Heuck, Lore                                        |
| ALTERNATIVNAMEN  | Noack-Heuck, Ellen-Lore; Heuck, Ellen-Lore (Geburtsname) |
| KURZBESCHREIBUNG | deutsche Kunsthistorikerin                               |
| GEBURTSDATUM     | 25. Dezember 1901                                        |
| GEBURTSORT       | Ludwigshafen am Rhein                                    |
| STERBEDATUM      | 6. Juni 1973                                             |
| STERBEORT        | Freiburg im Breisgau                                     |